# Cereodiscus lesserti
Cereodiscus lesserti is een hooiwagen uit de familie Assamiidae.